# 92
Évszázadok: i. e. 1. század – 1. század – 2. század
Évtizedek: 40-es évek – 50-es évek – 60-as évek – 70-es évek – 80-as évek – 90-es évek – 100-as évek – 110-es évek – 120-as évek – 130-as évek – 140-es évek
Évek: 87 – 88 – 89 – 90 –  91 – 92 – 93 – 94 – 95 – 96 – 97

## Események

### Római Birodalom
- Domitianus császárt (helyettese január 13-tól Lucius Venuleius Montanus Apronianus, májustól Lucius Stertinius Avitus, szeptembertől Caius Iulius Silanus) és Quintus Volusius Saturninust (helyettese Tiberius Iulius Celsus Polemaeanus és Quintus Junius Arulenus Rusticus) választják consulnak.
- A szvébek és jazigok szövetségben megtámadják Pannóniát és megsemmisítik a XXI. légiót. Domitianus személyesen vezeti az ellentámadást és kiűzi a barbárokat, majd legyőzi, de nem veti teljesen alá a római hatalomnak a lázadó markomannokat, akik korábban megtagadták a segítséget a dákok elleni háborúban.
- A Palatinuson elkészül Domitianus palotájának része, a Domus Flavia.
- Ebben az évben igen gazdag a szőlő-, de gyenge a gabonatermés. Domitianus, hogy a gabonatermelés elhanyagolását megelőzze, elrendeli hogy Itáliában tilos szőlőt telepíteni, a provinciákban pedig irtsák ki a szőlőskertek felét; a rendelet végrehajtását azonban nem ellenőrzik.
- A pergamoni Artemisz-templomban egy feltüzesített bronz bikaszoborban elégetik Szent Antipaszt.

### Kína
- A 13 éves Ho császár államcsínnyel átveszi a hatalmat a régenstől, Tou császárnétól (mostohaanyjától). A császárné magas tisztségekbe juttatott rokonságát letartóztatják és kivégzik vagy öngyilkosságra kényszerítik. Köztük van Tou Hszian, aki a korábbi években legyőzte az északi hsziugnukat. Az ezt követő tisztogatásoknak Pan Ku történész (a Han könyve írója) is áldozatául esik.

## Halálozások
- Tou Hszian, kínai hadvezér
- Pan Ku, kínai történész
- Pergamoni Antipasz, keresztény mártír

## Fordítás
- Ez a szócikk részben vagy egészben  a(z)   92 című francia Wikipédia-szócikk ezen változatának fordításán alapul.  Az eredeti cikk szerkesztőit annak laptörténete sorolja fel. Ez a jelzés csupán a megfogalmazás eredetét és a szerzői jogokat jelzi, nem szolgál a cikkben szereplő információk forrásmegjelöléseként.